# Szilágyi Dezső-kilátó
A Szilágyi Dezső-kilátó turisztikai látnivaló és egyúttal magyar emlékhely az Ótátrafüred fölé magasló Tarajka hegyen.

## Földrajzi helyzete, elérhetősége
Az Ótátrafüredről a hegyre felvezető út utolsó kanyarulatában, a fogaskerekű sikló tarajkai állomásától alig pár száz métere áll.

## Története
Szilágyi Dezső nagy támogatója volt a tátrai turizmus fejlesztésének. Minden évben visszatért a Magas-Tátrába, gyakori vendége volt Ótátrafüreden. Miután 1901-ben meghalt, a Magyarországi Kárpát-egyesület úgy döntött, hogy kilátót épít tiszteletére.
A közadakozásból több mint hétezer korona gyűlt össze. Az építményt Majunke Gedeon tervezte. 1904 augusztusában avatták fel; az ünnepségre számos neves személyiség között Darányi Ignác volt földművelésügyi miniszter is eljött.
Az átadás után a kilátó belsejében több emléktáblát is helyeztek.
Csontváry Kosztka Tivadar egyik kedvelt helye volt; több képét is itt festette.
A második világháború után a domborművet és az emléktáblákat is leszerelték.

## Az építmény
A hatszögletű csonka gúlára emlékeztető, pavilonszerű kilátó alapját faragott kőtömbökből rakták, a felépítmény vasszerkezet ugyan csak vasból öntött, míves korláttal. A tetőzet szerkezete is igen gazdagon díszített.
Az útkanyar felé néző oldalon, a gránit alapban helyezték el a Szilágyi Dezső kétszeres életnagyságú, domborműves portréját, amit Istók János szobrászművész készített el. A balra néző profilt körívben a „A Magyarországi Kárpát Egyesület Szilágyi Dezső emlékezetének” szöveg szegélyezte.

## Jelen állapota
2022-ben állapota enyhén elhanyagolt. A gránit talapzat kör alakú bemélyedésében még a dombormű egykori felfogatásának helye is látható.
A kilátóból remekül ráláthatunk a Tarpataki-völgyre. Az épülettől turistajelzés vezet a vízeséseiről nevezetes patakhoz. Az építménytől nem messze alkotják meg telente a tátrai jégtemplomot.